# 1544
1544 (MDXLIV) var ett skottår som började en tisdag i den julianska kalendern.

## Händelser

### Januari
- 13 januari – Västerås arvförening inför arvkungadömet i Sverige. Kronan skall nu ärvas av kungens äldste son. Prins Erik blir kronarvinge, medan de övriga kungliga sönerna tilldelas ärftliga hertigdömen. Sverige förklaras nu också officiellt vara ett evangeliskt (protestantiskt) rike. Själamässor, helgondyrkan och vallfärder förbjuds. Krucifixen tas ner från kyrkväggarna och motståndare till nyordningen anklagas för kätteri.

### Maj
- 25 maj – Fransmännen under hertigen av Enghien besegrar den tysk-romerske kejsaren Karl V:s trupper i slaget vid Ceresole.

### Okänt datum
- Mongolerna bränner Pekings förorter.[1]
- Det svenska krigsväsendet förändras från att ha vilat på tyska legosoldater till att bestå av inhemska soldater. Fästningarna skall moderniseras.
- Den landsflyktige Olaus Magnus utnämns till Sveriges katolske ärkebiskop i Rom.
- Tredje successionsakten reglerar den engelska tronföljden efter Henrik VIII.

## Födda
- 19 januari – Frans II, skotsk prinsgemål 1558–1560 (gift med Maria I) och kung av Frankrike 1559–1560
- 11 mars – Torquato Tasso, italiensk diktare.
- Maddalena Casulana, italiensk kompositör.
- Giovanni Botero, italiensk präst, diplomat och författare.

## Avlidna
- 22 mars – Johannes Magnus, svensk ärkebiskop 1523–1526 och sedan titulärärkebiskop i exil i Rom till sin död.
- Lucia av Narni, italiensk saligförklarade mystiker, nunna av dominikanorden.
- Ursula van Beckum, holländsk anabaptist.
- Margaret Roper, engelsk författare och översättare.

### Fotnoter
1. ↑  Roberts,  J: "History of the World.". Penguin, 1994.